# Johnny Marks
Johnny Marks (* 10. November 1909 in Mount Vernon als John David Marks; † 3. September 1985 in New York City) war ein US-amerikanischer Komponist. Obwohl er jüdischen Glaubens war, spezialisierte er sich auf Weihnachtslieder und schrieb viele Klassiker wie etwa Rudolph, the Red-Nosed Reindeer, I Heard the Bells on Christmas Day, Rockin’ Around the Christmas Tree, A Holly Jolly Christmas und Run Rudolph Run.

## Frühe Jahre
Marks wurde in Mount Vernon im Bundesstaat geboren und war Absolvent der McBurney School in New York City sowie der Colgate University und der Columbia University. Später studierte er in Paris und erhielt während des Zweiten Weltkriegs als Hauptmann der 26. Special Service Company die Auszeichnungen Bronze Star und vier Battle Stars. Außerdem hatte Marks drei Kinder: Michael, Laura und David.

## Karriere
Eines der bekanntesten Werke Marks’ ist Rudolph, the Red-Nosed Reindeer, welches auf einem gleichnamigen Gedicht basiert, das von seinem Schwager Robert L. May, dem Erfinder des Rudolph, verfasst wurde. Neben seiner Kompositionstätigkeit (95 Lieder) gründete Marks 1949 St. Nicholas Music und wirkte als Direktor der ASCAP von 1957 bis 1961. 1981 wurde er in die Songwriters Hall of Fame aufgenommen und starb 1985 in New York.

## Werke

### Weihnachtslieder
- Rudolph, the Red-Nosed Reindeer – 1949
- When Santa Claus Gets Your Letter – 1952
- The Night Before Christmas Song – 1952
- An Old-Fashioned Christmas – 1952
- Everyone’s a Child at Christmas – 1956
- I Heard the Bells on Christmas Day – 1956
- Run Rudolph Run – 1958
- Rockin’ Around the Christmas Tree – 1958
- A Merry, Merry Christmas to You – 1959
- The Santa Claus Parade – 1959
- A-Caroling We Go – 1966
- Joyous Christmas – 1969
- A Holly Jolly Christmas – 1962
- Jingle, Jingle, Jingle – 1964
- The Most Wonderful Day of the Year – 1964
- Silver and Gold – 1964–65
- We Are Santa’s Elves – 1964
- There’s Always Tomorrow – 1964
- The Island of Misfit Toys – 1964
- We’re a Couple of Misfits – 1964

### Andere Werke
- Happy New Year Darling – 1946 (mit J. Carmen Lombardo)
- Address Unknown
- Chicken Today and Feathers Tomorrow
- Don’t Cross Your Fingers, Cross Your Heart
- Free
- How Long Is Forever?
- I Guess There’s an End to Everything
- Neglected
- She’ll Always Remember
- Summer Holiday
- There’s Always Tomorrow
- We Speak of You Often
- What’ve You Got to Lose But Your Heart
- Who Calls?